# イーサーン (ミュージシャン)
イーサーン (イーシャン Ihsahn、本名:ヴェガルド・スヴェレ・ツヴェイタン (Vegard Sverre Tveitan)、1975年10月10日 - )は、ノルウェー出身のヘヴィメタルミュージシャン。ノルウェーのシンフォニックブラックメタルバンド、エンペラーの中心人物として著名。現在は、自身と同名のソロプロジェクトを中心に活動している。

## バイオグラフィー
ノルウェー南部の都市、ノトデンで生まれる。出生名は、ヴェガルド・スヴェレ・ツヴェイタン (Vegard Sverre Tveitan)。ノルウェーの田舎にある広い牧場で育つ。7歳の時からピアノ、10歳の時からギターを弾くようになり、その後少しして、レコーディングを行うようになる。彼の興味は、ヘヴィメタル、クラシック音楽、アンビエント、テクノにあった。
13歳の時、音楽の講習で最初の音楽のパートナーであるトーマス・ハウゲン (後にサモスと名乗るようになる)と出会う。アイアン・メイデンのパッチをつけていたことがハウゲンの注意をひいたのだという。1990年に、ハウゲンが中心のデスメタルバンド、Xerasiaにギタリスト兼キーボーディストとして加入。このバンドは、同年中にEmbryonicにバンド名を変更している。そして、11月に自主制作でデモテープ『The Land of the Lost Souls』をリリースした。Embryonicは1991年に、Thou Shalt Sufferにバンド名を再変更している。このバンド名の下で、いくつかのデモテープをリリースするが、ハウゲンらメンバーが脱退し、最終的にツヴェイタンのソロバンドとなった。
ハウゲンがThou Shalt Sufferから脱退した後、ハウゲンとツヴェイタンはエンペラーを結成した。ツヴェイタンは、ギタリストとして加入した。エンペラーは後に、後期のリリース作品に見られる目立った特徴として、ツヴェイタンの洗練されたキーボードスキルを見せる洗練されたブラックメタル/シンフォニックブラックメタルバンドとなった。結成当時のエンペラーは、ブラックメタルのパイオニアとして有名なユーロニモスからサポートを受けていた。いくつかのデモをリリースした後、1993年にEP『Emperor』をリリース。しかし、リリース後、ヴァルグ・ヴィーケネスの逮捕に端を発するブラックメタル・インナーサークルのメンバーの摘発によって、当時のバンドメンバーだったハウゲン (サモス)とボールド・アイトゥン (ファウスト)、テリエ・シェイ (ツォート)が逮捕され、一時期、エンペラーにはイーサーンしかメンバーが居なくなってしまう。ハウゲンが釈放されると、2ndアルバム『Anthems to the Welkin at Dusk』を作成した。
1995年には、エンペラーとサテリコンのメンバーでプロジェクトバンド、Zyklon-Bを結成しEP『Blood Must be Shed』をリリースした。ツヴェイタンは、同プロジェクトではシンセサイザーを担当した。1998年には、ツヴェイタンは妻であるヘイディ・ツヴェイタン (Ihriel)と共に、アヴァンギャルドメタルプロジェクト、Peccatumを結成した。このプロジェクトは、エンペラーよりも、より自然の中における実験音楽の色が強く、2001年にエンペラーが解散した後も活動を継続した。Peccatumでは、ツヴェイタンのクリーン・ボーカルとブラック・ボーカルと同様に、トレードマークであるシンセサイザーも取り入れられていた。同プロジェクトは、2006年3月に解散した。
1999年にエンペラーは3rdアルバム『IX Equilibrium』をリリースする。2年後の2001年にPeccatumの2ndアルバム『Amor Fati』、エンペラーの4thアルバム『Prometheus: The Discipline of Fire & Demise』をリリースした。『Prometheus: The Discipline of Fire & Demise』は、全曲をツヴェイタンが作曲し、それまでのエンペラーのアルバムよりも複雑なオーケストレーションが取り入れられた。つまり、以前よりも著しくシンセサイザーの登場する場面が減ったともいえる。この頃には、メンバー各々がバンドの解散とそれぞれのサイドプロジェクトに専念することを決めていた。
2002年12月、出身地である人口約12,500人の街、ノトデンから文化賞である"Notodden Kommunes Kulturpris"が送られた。同賞が贈られた理由は、ツヴェイタンが、ノトデンの住人の中で最も有名な住民であり、素晴らしいミュージシャン、音楽教師、アレンジャーであることであった。また、ツヴェイタンのバンドのリリースしたアルバムの売上が50万枚を超えたことも受賞の理由となった。2002年には、アークチュラスのアルバム『The Sham Mirrors』の楽曲「Radical Cut」にゲストボーカルとして参加している。
2004年には、Peccatumの3rdアルバム『Lost in Reverie』をリリース。翌年に、EP『The Moribund People』をリリースするが、これがPeccatumの最終作となった。2005年9月30日、オスロのロックフェラー・ミュージック・ホールで行われた、スクリーム誌の15周年記念ライヴで、エンペラーを再結成し、サプライズ出演した。この再結成とライヴ出演は、トップシークレットとして扱われ、一握りの人間しか知らない情報であった。このライヴで、エンペラーは3曲を演奏した。そして、エンペラーがライヴ限定で再結成され2006年のアメリカとヨーロッパでいくつかのライヴをこなすことがアナウンスされた。そのライヴは即ち、ヴァッケン・オープン・エアとインフェルノ・メタル・フェスティヴァルであった。
2006年には、ソロプロジェクトの1stアルバム『The Adversary』をリリースした。
2007年、カートゥーンのアダルトスイムのアニメ「Metalocalypse」のエピソード『Dethfashion』において、Eric von Wiechlinghammerというキャラクターに声を吹き込んでいる。2008年には、ソロプロジェクトの2ndアルバム『angL』をリリース。同年には、Guitar World誌上で、「Left Hand Path」と題されたコラムの連載を始めた。2009年3月より、ソロとして初めてライヴを行った。これは、オーペスのノルウェーでのライヴでの1回限りの前座であった。それから、ライヴにソロで出演するようになり、ソロプロジェクトの楽曲とエンペラーのカヴァー曲を演奏した。これらのライヴの際には、ノルウェーのプログレッシヴメタルバンド、Leprousがバックバンドを務めた。
2010年1月、ソロプロジェクトの3rdアルバム『After』をリリース。同年10月、ソロプロジェクトの所属レーベル（自主レーベル）のMnemosyne Productionsのウェブサイトがアップデートされ、既に4thアルバムの楽曲作成が始まっていることと、ツヴェイタンのホームスタジオの改装に焦点があてられていることが発表された。
2011年、ツヴェイタンはソロとして、初めてアメリカでライヴを行った。出演したのは、ジョージア州アトランタで行われた、the Progpower USA metal festivalである。それに加えて、2枚のCDにゲスト参加し、夫人と『Bilateral』のコ・プロデュースを行い、自身のソロプロジェクトの4thアルバムの楽曲作りも引き続き行うなど多忙を極めた。12月にはザ・ホーンテッドと競演するDOUBLE TITANS TOUR vol.4で初来日を果たした。
2012年、4thアルバム『Eremita』を発表。ゲストミュージシャンにデヴィン・タウンゼンドやネヴァーモアのジェフ・ルーミスがゲスト参加している。
2013年、10月に5thアルバムDas Seelenbrechenをリリース。2度目の来日公演を行った。

## 「Ihsahn」という名称
活動最初期は、「Ygg」というステージネームを使用していた。日本国内では「イーサーン」という呼称が一般的だが（たまに長音なしの「イサン」という表記もある）、公式の発音は「イーシャン」が最も近い。ただし「イーサーン」と呼ばれることに対して本人は「それもカッコいいね。」とコメントしている。この名称の由来については本人を含めて世界で三人しか知らないという。

## 思想
1990年代、ツヴェイタンは自身のことをサタニストであると語っていた。1994年に彼が語ったところによると、彼はサタニズムには様々な流儀があり、サタニズムを定義することは難しいと考えていた。彼は、他のほとんどの青年は「魂のない」人間であり、唯物論的なものにまみれすぎていると見なしていた。彼は、エンペラーの他のメンバーの懲役刑について、バンドにとって困難な時期が始まり、良い作用と悪い作用の両方があったと述べている。しかしながら、それはバンドの名前を世間に知らしめることになり、自身の考えを表現する可能性を高める結果となった。彼は、物理的な破壊は必要ないと語っており、そのため、ブラックメタル・インナーサークルのメンバーが行ったような教会への放火には一切関わらなかった。1994年のインタビューで、彼は、社会進化論が彼のサタニズムに影響を与えていると語っており、それは「弱者のためではない」とも述べていた。更に、このインタビューの時、彼はヨーロッパのペイガニズムに敬意を示していた。
しかしながら、2005年公開のドキュメンタリー映画『Metal: A Headbanger's Journey』でのインタビュー(DVDボーナスフッテージ)で、彼は「俺はもう自分をサタニストとは思ってないよ。自分はもうそれを遥かに超越している。（I would not categorize myself as a Satanist, I haven't done for years. I feel I am personally way beyond that.）」と答えている。
また、彼はブラックメタルには音楽的関心しかないと述べている。「俺にとっては音楽的なインスピレーションがすべてだった。ブラックメタルというのは音楽のスタイルではなく、アティテュードなんだよ。初期のノルウェーのブラックメタルのバンドたちは、皆違う音を出していただろ。共通の雰囲気、表現方法は持っていたかもしれないけど。ルールなんか何もなくて(中略)俺はやりたいことをやるだけで、誰にもこういう音楽をやれなんて指示はされないし。もしそんなことを受け入れたら、それはもはやブラックメタルではないよ。」

## 影響
影響を受けたものはアイアン・メイデン、ジューダス・プリースト、キング・ダイアモンド、バソリー、ディアマンダ・ギャラス、レディオヘッド、フリードリヒ・ニーチェ、エンゼル・ハート、吸血鬼ノスフェラトゥ、ザ・シンプソンズ。他には、ジェリー・ゴールドスミス、エンニオ・モリコーネなどの映画作曲家、マイルス・デイヴィスのようなジャズも好んで聞いており、それが後期Emperorやソロでの作品に影響を与えている。最近はスコット・ウォーカーなども聞くという。

## ディスコグラフィー
ソロプロジェクトのディスコグラフィーについては、ソロプロジェクトのディスコグラフィーを参照

### Embryonic
デモ
- The Land of the Lost Souls (1990)

### Thou Shalt Suffer
スタジオ・アルバム
- Open the Mysteries of Your Creation (1991)
- Somnium (2000)

コンピレーション
- Into the Woods of Belial (1997, reissued 2004)

デモ
- Into the Woods of Belial (1991)

### Emperor
スタジオ・アルバム
- Emperor (1993) –  12" EP
- As the Shadows Rise (1994) – 7" EP
- In the Nightside Eclipse (1994)
- Reverence (1996) – EP
- Anthems to the Welkin at Dusk (1997)
- IX Equilibrium (1999)
- Prometheus: The Discipline of Fire & Demise (2001)

ライヴ・コンピレーション
- Emperor / Hordanes Land (1993) – split CD
- Wrath of the Tyrant (1998) – compilation
- Thorns vs. Emperor (1999) – split CD
- Emperial Live Ceremony (2000) – live
- True Kings of Norway (2000) - split CD
- Emperial Vinyl Presentation (2001) – box set
- Scattered Ashes (2003) – compilation

デモ
- Call from the Grave (1992) – demo
- Wrath of the Tyrant (1992) – demo

映像作品
- Emperial Live Ceremony (2000) – VHS/DVD
- Live Inferno (2009) - DVD/CD

### Peccatum
スタジオ・アルバム
- Strangling from Within (1999)
- Oh, My Regrets (2000) - EP
- Amor Fati (2001)
- Lost in Reverie (2004)
- The Moribund People (2005) - EP

### Hardingrock
- Grimen (2007)

### ゲスト参加
- Ildjarn – Det Frysende Nordariket (1995) – session vocals on various tracks
- Wongraven – Fjelltronen (1995) – session synth
- Zyklon-B – Blood Must Be Shed (1995) – session synth and guitar
- Ulver – Themes from William Blake's The Marriage of Heaven and Hell (1998) – guest vocals on "A Song of Liberty"
- Arcturus – The Sham Mirrors (2002) – guest vocals on "Radical Cut"
- Star of Ash – Iter.Viator (2002) – various roles including guitar and bass duties
- Starofash – Lakhesis (2010) - additional guitars
- Devin Townsend – Deconstruction (2011) - guest vocals on "Juular"
- Leprous – Bilateral (2011) - guest vocals on "Thorn"
- Jeff Loomis - Plains of Oblivion (2012) - guest vocals on "Surrender"

## ソロプロジェクト
イーサーン (Ihsahn)は、エンペラーのフロントマン、イーサーンのソロプロジェクト。正式メンバーはイーサーン1人であるが、アルバムではドラムスのサポートが付く。また、ベースのサポートが付く場合もあった。
2006年に1stアルバム『The Adversary』をリリースしてデビュー。同アルバムでは、作曲、演奏、録音がイーサーンによって行われた。ドラムスに関しては、エンスレイヴメント・オヴ・ビューティー等で演奏したことのあるアスガー・ミケルソンが担当した。またアルバム中の楽曲「Homecoming」には、ウルヴェルのGarmがゲストボーカルとして参加した。このアルバムでは、ヘヴィメタル、ブラックメタルとクラシック音楽だけでなく、彼のプログレッシヴメタルからの影響が強く示されたアルバムとなった。同アルバムは、ノルウェーのSymphonique Studiosでレコーディングされ、イーサーンと彼の夫人が2003年に設立した自主レーベルであるMnemosyne Productionsからリリースされた。また、同アルバムの楽曲「Invocation」にはPVも作成された。
2007年に2ndアルバム『angL』をリリース。同アルバムには引き続き、アスガー・ミケルソンがドラムスで参加している。また、新たにラーズ・K・ノルベリがベースで参加している。更に、オーペスのミカエル・オーカーフェルトが「Unhealer」にゲストヴォーカルとして参加した。
2009年より、ライヴ活動も行うようになる。ライヴの際のバックバンドには、ノルウェーのプログレッシヴメタルバンド、Leprousが就いた。
2010年に3rdアルバム『After』をリリース。前作に引き続き、アスガー・ミケルソン(Ds)とラーズ・K・ノルベリ(B)が参加した。更にシャイニングで活動するサクソフォーン奏者、Jørgen Munkebyがいくつかの楽曲でサクソフォーンを演奏している。
2010年中に4thアルバムについての言及はあったものの、それ以降、4thアルバムについて新たな情報が述べられることはほとんどなかった。2011年8月のThrash Hits TVでのインタビューで、ドラムスのレコーディングが進行中であると述べられた。また、前作に続きJørgen Munkebyが、更にデヴィン・タウンゼンド参加していることが明らかになった。デヴィンは2011年11月のインタビューでイーサーンのアルバムで歌ったと述べたものの、それ以上の情報を述べることはなかった。

### ディスコグラフィー
- The Adversary (2006)
- angL (2008)
- After (2010)
- Eremita (2012)
- Das Seelenbrechen (2013)
- Arktis (2016)
- Ámr (2018)
- Telemark (2020) - EP
- Pharos (2020) - EP
- Ihsahn (2024)

### 日本語インタビュー
- http://www.sidemilitia.com/ihsahn.html (2011年1月13日、SIDEMILITIA)

## 日本公演
- 2011年
- 2013年
- 2016年